# Montagne de Bard
Pour les articles homonymes, voir Bard.
La montagne de Bard est un sommet du Morvan. Son sommet est situé à cheval sur les communes de Marcheseuil et de Manlay, en Côte-d'Or.

## Toponymie
Barr provient du celtique et signifie hauteur.

## Géographie

### Situation
Aux confins du Morvan et du pays d'Arnay-le-Duc, elle fait partie d'un ensemble de 6 buttes parmi lesquelles on trouve la butte de Thil ou encore le mont Rond.

### Géologie
Le sous-sol est constitué d'argile et de marne, recouverts de calcaires durs datant du Jurassique.

### Flore
Les pelouses mi-sèches hébergent le Genêt ailé (Genista sagittalis) et le Brome dressé (Bromopsis erecta), tandis que les pelouses sur marnes sont caractérisées par la présence de l'Orchis grenouille (Dactylorhiza viridis). Les prés maigres de fauche sont habitats de la Scabieuse des prés (Scabiosa columbaria subsp. pratensis) et du Trèfle jaunâtre (Trifolium ochroleucon).

## Histoire
La montagne est occupée pendant la période chasséenne. Durant l'époque gallo-romaine, elle sert de relais entre Bibracte et Alésia. En 1942, la Wehrmacht y construit un fortin d'observation, détruit par la résistance en juillet 1944.
Un belvédère de la Paix a été érigé au sommet en 2013 pour rendre hommage à la résistance française, ainsi qu'aux 9 000 résistants de l'Auxois et du Morvan.

## Protection environnementale
Le sommet est répertorié dans la ZNIEFF de type 1 « Montagne de Bard ».